# 인화정공
인화정공(Inhwa Precision Co. Ltd.)은 대한민국의 선박엔진부품 기업이다. 본사는 경상남도 창원시 의창구 차룡로14번길 55 (팔용동)에 위치해 있으며 대표이사는 이인이다.

## 역사
1999년 1월 8일에 현대정공에 입사해 근무하던 이인 대표가 국내부품소재산업의 경쟁력에 주목하면서 이 분야에서 풍부한 경험을 보유하고 있는 이들과 함께 인화정공을 설립했다.

## 투자
에어인천의 최대주주는 소시어스PE(80.3%)이고 소시어스가 에어인천을 사기 위해 만든 프로젝트펀드 지분을 인화정공이 99.57% 갖고 있어 인화정공이 에어인천의 실질소유주와 같다. 한화에 HSD엔진을 매각한 적이 있다

## 상장
2010년 10월 22일에 공모가 26,000원에 상장하였다. 

## 종속회사
- 해동산업: 금속성형기계
- 삼환종합기계공업: 금속구조재

## 같이 보기
- 에어인천

## 참고 문헌
1. ↑  반진욱, 새우 내세워 고래를 삼켰다는데…, 매일이코노미, 2024.06.21
2. ↑  이지은, 결단력·유머 고루 갖춘 리더-이인 인화정공 대표, 서울파이낸스, 2010.10.01
3. ↑  에어인천 실소유주 인화정공, 아시아나 화물도 삼킬까…선박엔진 기업은 한화에 되팔아, 조선일보, 2024.06.20
4. ↑  “잘못 팔았나”… 한화에 HSD엔진 넘기고 주가 급락한 인화정공, 조선비즈, 2023.02.21
5. ↑  인화정공, 한화임팩트와 최대주주 변경 수반 주식양수도 계약 체결...HSD엔진 4% 상승, 인포스탁데일리, 2023.07.07